# Evelyn Matz
Evelyn Matz, gift Hübscher, född den 22 november 1955 i Berlin i Östtyskland, är en östtysk före detta handbollsspelare.

## Karriär
Matz spelade för TSC Berlin och vann EHF Champions League 1978 och Cupvinnarcupen 1977 och 1979 med klubben. Hon var också med och vann 4 ligatitlar i Östtysklands Oberliga. Hon spelade i slutet av 1980-talet för ASK Vorvärts Frankfurt.
Hon blev 1975 och 1978 världsmästare med Östtysklands damlandslag i handboll. Hon spelade också i VM 1982 och 1986. Hon spelade 270 landskamper för landslaget och stod för 845 mål. Hon vann OS-silver i damernas turnering i samband med de olympiska handbollstävlingarna 1976 i Montréal. Fyra år senare var hon med och vann OS-brons i damernas turnering vid sommar-OS 1980 i Moskva.

## Individuella utmärkelser
- 1985 and 1987 utsågs hon till Årets handbollsspelare i Östtyskland.[4]
- Hon tilldelades Vaterländischen Verdienstorden  i silver 1984 av Östtyskland.[5]